# Nasrin Husseini
Nasrin Husseini é uma defensora dos refugiados canadense nascida no Afeganistão, pesquisadora veterinária e ativista alimentar, trabalhando para refazer o sistema alimentar. Sua pesquisa se concentra no avanço da saúde animal por meio da criação e melhoria da produtividade dos alimentos derivados de animais de fazenda. Em 2021, ela fez parte da lista 100 Women da BBC, que inclui as mulheres mais inspiradoras e influentes do mundo.

## Vida pregressa
Nasrin Husseini nasceu no Afeganistão e passou a infância como refugiada no Irã. Após a queda do Talibã, ela voltou para o Afeganistão, em 2004. Ela frequentou o programa de medicina veterinária da Universidade de Cabul e fez parte da segunda classe de mulheres a se formar no programa, em 2010.
Em 2010, ela se mudou para Toronto, no Canadá, como refugiada devido à discriminação que experimentou como uma mulher educada no Afeganistão, e ela se matriculou na Universidade de Guelph. Sua família se juntou a ela no Canadá em 2018. Ela recebeu um mestrado em imunologia em 2020; seu orientador de Tese foi Bonnie A. Mallard e foi intitulado "Resiliência de Bovinos de Corte com Resposta Imune Alta no Contexto das Mudanças Climáticas" (2020). Após a formatura, Nasrin trabalha na Universidade de Guelph como pesquisadora veterinária, no laboratório de imunologia.
Nasrin trabalha como voluntária para os Serviços Humanitários Hazara em Brampton, ajudando o povo Hazara do Afeganistão a se estabelecer no Canadá; e voluntários do Bookies Youth Program, promovendo a alfabetização afegã e a narração de histórias para crianças.

## Reconhecimento
Em 2021, ela fez parte da lista 100 Women da BBC, que inclui as mulheres mais inspiradoras do mundo.